# Park Jin-ho
Park Jin-ho (* 4. Januar 1985) ist ein südkoreanischer Fußballschiedsrichter. Er ist seit 2014 K-League-Schiedsrichter und pfeift Spiele der K League Classic und der K League Challenge.